# Gregoriaanse kalender

Officieel gebruikte kalenders over de wereld.
Gebruikt gregoriaanse kalender.
Gebruikt aangepaste gregoriaanse kalender.
Gebruikt naast gregoriaanse kalender nog andere kalender(s).
Landen die de gregoriaanse kalender niet hebben aangenomen.

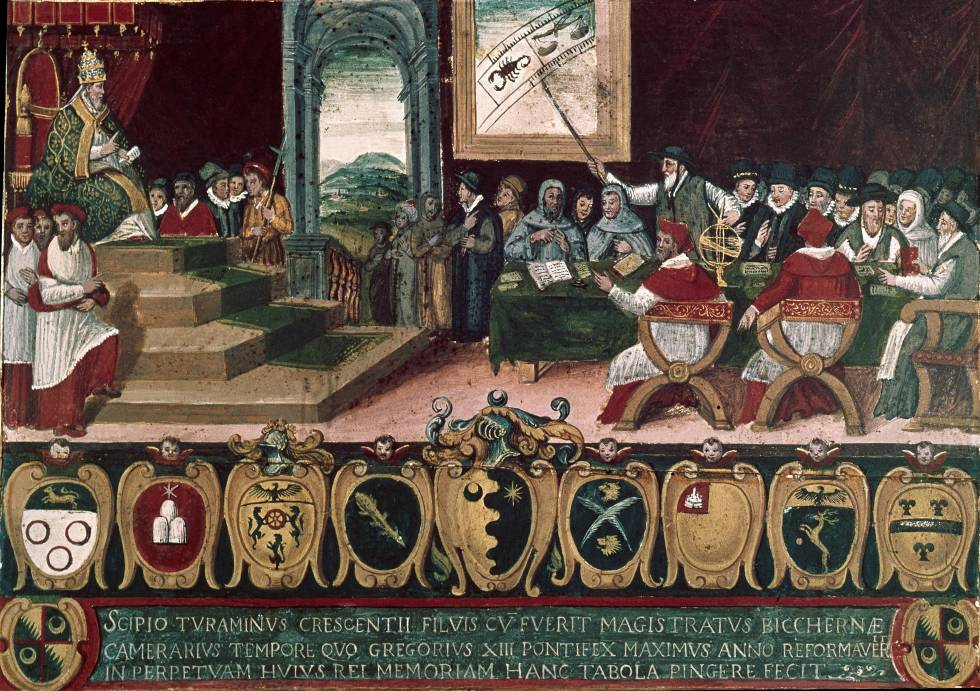
Paus Gregorius XIII zit de kalendercommissie voor (Bicchernatablet 72, Siena, 1582)

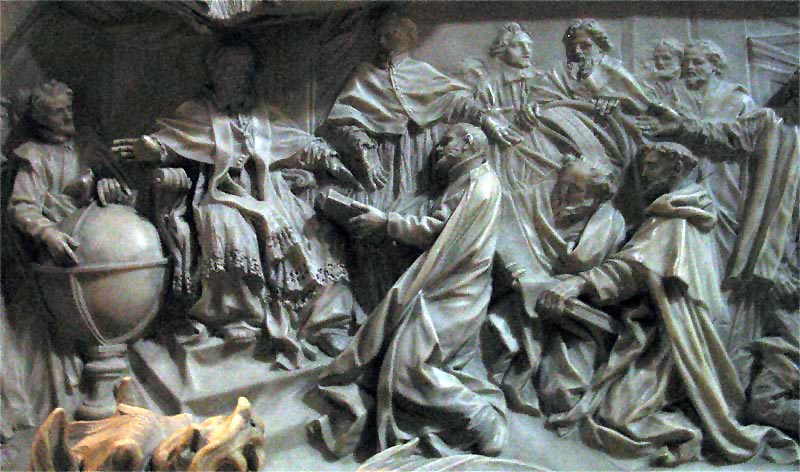
Detail van de sarcofaag van Gregorius XIII, waarop de viering van de invoering van de gregoriaanse kalender wordt uitgebeeld.

De gregoriaanse kalender, genoemd naar paus Gregorius XIII die hem in 1582 afkondigde, is in bijna alle landen van de wereld de officiële kalender. Niettemin zijn er landen die naast de gregoriaanse kalender voor religieuze doeleinden een andere kalender gebruiken.
De gregoriaanse kalender is een aanpassing van de daarvoor gebruikte juliaanse kalender. De aanpassing heeft betrekking op het systeem van schrikkeljaren en zorgt ervoor dat het gemiddelde kalenderjaar minder afwijkt van het gemiddelde tropische jaar.
De gregoriaanse kalender maakt net als de juliaanse kalender gebruik van de christelijke jaartelling.

## Achtergrond
In de voorganger van de gregoriaanse kalender, de juliaanse kalender, is ieder jaartal dat deelbaar is door 4 een schrikkeljaar. Het gemiddelde kalenderjaar telt daardoor exact 365,25 dagen. Een tropisch jaar duurt echter ongeveer 365,2422 dagen. De juliaanse datum loopt op die manier per duizend jaar ongeveer 7,8 dagen achter op de zon. In de gregoriaanse kalender is het systeem van schrikkeljaren aangepast om dit probleem op te lossen.

## Systeem
In de gregoriaanse kalender is een jaartal dat deelbaar is door 4 een schrikkeljaar, behalve als het jaartal wel deelbaar is door 100, maar niet door 400. Dat betekent dat bijvoorbeeld 1600, 2000 en 2400 schrikkeljaren zijn, maar 1700, 1800, 1900, 2100, 2200 en 2300 niet. Het gemiddelde gregoriaanse jaar duurt derhalve 365,2425 dagen (365 dagen, 5 uur, 49 minuten en 12 seconden). De gregoriaanse datum loopt per duizend jaar ongeveer 0,3 dagen achter op de zon. De gregoriaanse kalender heeft een periode van 400 jaar (400 jaar van gemiddeld 365,2425 dagen zijn 146.097 dagen, dat zijn precies 20.871 weken). Binnen perioden zonder jaar met een jaartal deelbaar door 100, maar niet deelbaar door 400, is er ook een cyclus van 28 jaar. Deze cycli zijn dus onder meer van toepassing in de periode 1901 - 2099 (ruim 7 stuks). Deze periodiciteiten gelden dus ook voor zondagsletters, weeknummers, "doomsdays" voor de berekening van de dag van de week en maand- en jaarkalenders. Daarbij moet bedacht worden dat de "doomsday" van een schrikkeljaar gekoppeld is aan de zondagsletter, en de begindatum van week 1, van het volgende jaar.

## Invoering van de gregoriaanse kalender
De invoering van de verbeterde kalender werd op 24 februari 1582 door Paus Gregorius XIII afgekondigd met de bul Inter gravissimas. De gregoriaanse kalender, die nog datzelfde jaar in oktober zou ingaan, was grotendeels gebaseerd op een voorstel van de Napolitaanse arts Aloisius Lilius. Bij de invoering werden 10 dagen overgeslagen om het begin van de lente terug te brengen naar 21 maart. De weekdagen liepen zonder onderbreking door: op donderdag 4 oktober 1582 volgde vrijdag 15 oktober 1582. Bij invoering na de juliaanse, maar niet gregoriaanse schrikkeldag 29 februari 1700 moesten er 11 dagen worden overgeslagen, na 29 februari 1800 (juliaans) 12 dagen, en na 29 februari 1900 (juliaans) 13 dagen.
In de rooms-katholieke landen Italië, Spanje, Portugal en Polen werd de gregoriaanse kalender direct zoals hierboven beschreven ingevoerd. Andere katholieke landen volgden binnen enkele jaren.
In veel protestantse gebieden werd de nieuwe kalender pas rond 1700 aanvaard.

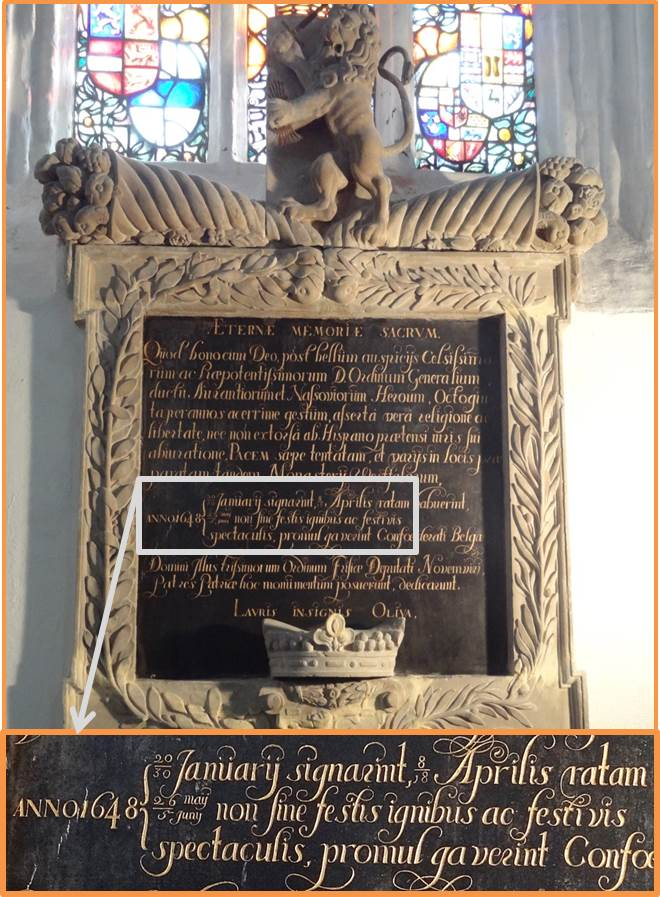
Gedenksteen in Jacobijnerkerk Leeuwarden

In Nederland zijn er zes data aan te wijzen wanneer de gregoriaanse kalender werd ingevoerd, afhankelijk van het gebied:
- 10 dagen overgeslagen:
  - Zeeland en de zuidelijke gewesten, 14 december 1582 werd gevolgd door 25 december 1582;
  - Holland, 1 januari 1583 werd gevolgd door 12 januari 1583;
- 11 dagen overgeslagen:
  - Gelderland, 30 juni 1700 werd gevolgd door 12 juli 1700;
  - Utrecht en Overijssel, 30 november 1700 werd gevolgd door 12 december 1700;
  - Friesland en Groningen, 31 december 1700 werd gevolgd door 12 januari 1701;
  - Drenthe, 30 april 1701 werd gevolgd door 12 mei 1701.

Gevolg was bijvoorbeeld dat de tornado die de Utrechtse Domkerk op 1 augustus 1674 in twee stukken splitste, in geschriften die de oude kalenderstijl hanteerden, gedateerd is op 22 juli. Soms werden beide stijlen genoteerd zoals op de gedenksteen die de Friese Staten lieten maken ter herinnering aan de Tachtigjarige Oorlog: de datums van de overeenstemming in januari, van het officieel goedkeuren in april en van de spectaculaire feesten in juni 1648, zie inzet afbeelding. De steen bevindt zich tegenwoordig in de Jacobijnerkerk in Leeuwarden.
Op de Britse Eilanden werd de gregoriaanse kalender de dag na 2 september 1752 ingevoerd. Die dag werd toen 14 september. Er werd daarna gesproken van Old Style en New Style.
Japan stapte in 1873 over op de gregoriaanse kalender. De invoering van de gregoriaanse kalender in het revolutionaire Rusland in 1918 had een vreemde bijwerking. Het verschil tussen beide kalenders was intussen tot 13 dagen opgelopen, zodat op 31 januari onmiddellijk 14 februari volgde. Drie maanden eerder, op 25 oktober 1917 (juliaans), had de Oktoberrevolutie plaatsgevonden. De eerste herdenking van die revolutie was 365 dagen later, wat niet meer viel in oktober, maar op 7 november.
Griekenland volgde in 1923 en in 2016 was Saoedi-Arabië tot nog toe het laatste land dat de gregoriaanse kalender officieel invoerde.
De proleptische gregoriaanse kalender komt overeen met de gregoriaanse kalender, maar rekent ook onbeperkt terug. Er is daarbij ook een jaar 0 en er zijn negatieve jaartallen. Dit geeft een aantal dagen verschil met de juliaanse kalender, dat vanaf de dag voor de omschakeling 3 dagen per 400 jaar terugloopt naarmate men verder terug gaat in de tijd. Gedurende de 3de eeuw na Chr. (1 maart 200 t/m 28 februari 300) lopen de juliaanse en proleptische gregoriaanse kalender exact gelijk.

## Kerkelijk gebruik
- Katholieken en protestanten gebruiken de gregoriaanse kalender.
- Van de oosters-katholieke kerken gebruiken sommige de gregoriaanse en andere de juliaanse kalender.
- Sommige oosters-orthodoxe kerken gebruiken ook nu nog de oude juliaanse kalender voor de bepaling van feestdagen. Dit is de reden dat in Rusland kerstfeest op 7 januari gevierd wordt. Voor de oosters-orthodoxe kerken wordt een onderscheid gemaakt tussen:
  - De juliaanse kalender wordt thans nog gebruikt door de oriëntaals-orthodoxe Kerken en sommige oosters-orthodoxe kerken, de zogenaamde orthodoxe "oude stijl"-kerken (niet te verwarren met oud-kalendaristen). Deze laatste omvatten de kerken van Jeruzalem, Rusland, Oekraïne, Servië, Georgië, Polen en de kloosters van Oros Athos. Deze loopt nu 13 dagen achter op de gregoriaanse kalender.
  - De zogenaamde orthodoxe "nieuwe-stijl"-kerken (Constantinopel (nu Istanboel), Alexandrië, Albanië, Antiochië, Griekenland, Cyprus, Roemenië, Bulgarije gebruiken de Neo-Juliaanse, Herziene Juliaanse, Milanković kalender of Griekse kalender genoemd voor feestdagen op vaste dagen (onder meer Kerstmis en de feesten rond de jaarwisseling), maar de juliaanse kalender voor feesten gerelateerd aan de paascyclus.
  - De Fins-Orthodoxe Kerk en de Estische Apostolisch-Orthodoxe Kerk (Oecumenisch patriarchaat van Constantinopel) en enkele orthodoxe parochies in de diaspora (voornamelijk in Tsjechië en Slowakije), gebruiken uitsluitend de Neo-Juliaanse kalender en zijn hierdoor een uitzondering ten opzichte van alle andere Oosters-orthodoxe Kerken.
  - De oriëntaals-orthodoxe kerken gebruiken uitsluitend de juliaanse kalender, behalve de Armeens-Apostolische Kerk, die de gregoriaanse kalender gebruikt. De Syrisch-Orthodoxe Kerk van Antiochië gebruikt alléén voor Kerstmis de gregoriaanse kalender.

## Effect van de aardrotatie
De Belgische sterrenkundige Jean Meeus heeft berekend dat door de onregelmatige vertraging van de aardrotatie er zes schrikkeldagen moeten komen te vervallen tot en met het jaar 10.000. Hij gebruikt het lente-tropisch jaar, dat loopt van de lente-equinox tot de eerstvolgende lente-equinox, in plaats van het gemiddelde tropische jaar, dit om het begin van de lente op 19, 20 of 21 maart (op het noordelijk halfrond) te kunnen houden; daarom moeten na het jaar 7999 vier schrikkeldagen vervallen.
Er wordt – niet door Meeus zelf – uitgegaan van het volgende schema: de jaren 4000, 6000, 7200, 8400, 9200 en 10000, die volgens het huidige schema schrikkeljaren zijn, zouden gewone jaren moeten worden.

## Weekjaar
Strikt genomen zijn er in de standaard ISO 8601 twee kalenders met elk hun jaartelling, die met kalenderjaren van 1 januari t/m 31 december (365 of 366 dagen), en die van weekjaren. Deze lopen van de maandag van week 1 tot en met de zondag van week 52 of week 53. Gemiddeld zijn kalenderjaren en weekjaren precies even lang, en in een cyclus van 400 jaar wijken de jaartallen alleen rond de jaarwisseling maximaal drie dagen van elkaar af, met het weekjaartal een meer of een minder dan het kalenderjaartal.
Binnen een cyclus van 400 weekjaren zijn er 71 weekjaren van 53 weken. Binnen een cyclus van 28 weekjaren (in bijvoorbeeld de periode 1900-2099) zijn er 5 weekjaren van 53 weken.